# اورویستن (پنسیلوانیا)
اورویستن (به انگلیسی: Orviston) یک منطقهٔ مسکونی در ایالات متحده آمریکا است که در شهرستان سنتر، پنسیلوانیا واقع شده‌است. اورویستن ۰٫۲۸ کیلومتر مربع مساحت و ۹۵ نفر جمعیت دارد و ۲۵۸٫۷۸ متر بالاتر از سطح دریا واقع شده‌است.